# Tokijska Orkiestra Symfoniczna
Tokijska Orkiestra Symfoniczna (jap. 東京交響楽団 Tōkyō Kōkyō Gakudan) lub TSO – japońska orkiestra symfoniczna.
Orkiestra została założona w 1946 r. jako Orkiestra Symfoniczna Toho (東宝交響楽団; Tōhō Kōkyō Gakudan). Pod obecną nazwą funkcjonuje od 1951 r. Siedzibą orkiestry jest miasto Kawasaki w aglomeracji tokijskiej. Orkiestra koncertuje w wielu salach oraz akompaniuje w przedsięwzięciach Nowego Teatru Narodowego (New National Theatre) w Tokio, czołowej operze miasta. Oferuje serie koncertów w Muza Hall (w Kawasaki) oraz Suntory Hall, Tokyo Metropolitan Art Space, Tokyo Opera City (wszystkie w Tokio).
Orkiestra nagrała ścieżkę dźwiękową do gry wideo Star Fox: Assault.

## Dyrektorzy muzyczni/ dyrygenci
- Hidemaro Konoe
- Masashi Ueda (1945–1964)
- Kazuyoshi Akiyama (1964–2004)
- Hubert Soudant (2004–2014)
- Jonathan Nott (od 2014)